# ザ・ハンズ・ザット・ビルト・アメリカ
「ザ・ハンズ・ザット・ビルト・アメリカ」（"The Hands That Built America"）は、2002年の映画『ギャング・オブ・ニューヨーク』のサウンドトラックで発表されたU2の楽曲である。この曲は「エレクトリカル・ストーム」と共に『ザ・ベスト・オブU2 1990-2000』に新曲として収録された。。

## 概要
曲の依頼を受けた時、U2は「Electrical Storm」をレコーディングしている最中で、当初は「A Man’s a Man」というタイトルだった。その後映画のラッシュを観てアイデアを練り直して2001年の12月に完成。歌詞は第1節がじゃがいも飢饉、第2節がアメリカン・ドリーム、第3節がビル・クリントンが主導したアイルランドとUKの和平交渉、第4節が9.11となっている。
曲は『The Best of 1990-2000』が初出で、その後、このサントラにも収録されたが、サントラヴァージョンにはアンドレア・コアーのホイッスルとシャロン・コアーのヴァイオリンがフィーチャーされている。ちなみに劇中でボノがアイルランドの古歌「Báidín Fheidhlimí」を歌っているがサントラには収録されていない。
「The Playboy Mansion (2003 Version）」と「That’s Song」（カバー曲）をB面に収録して、シングルリリースされるはずだったが、その話は流れた。
2003年にゴールデングローブ賞主題歌賞を受賞。第75回アカデミー賞歌曲賞にノミネートされたが、エミネムの「ルーズ・ユアセルフ」に敗れた。他にも2003年ラスベガス映画批評家賞、2003年ワールド・サウンドトラック・アワード・最優秀オリジナルソング賞を受賞している。

## PV
- 監督：モーリス・リネイン＆ガレス・オニール
- プロデューサー：ネッド・オハンロン
- D.O.P.: ゲーリー・マックアーサー
- ロケ地：Hanover Quay Studios（ダブリン）
- 撮影日：2002年5月9日
- リリース日：2002年12月

## ライブ・パフォーマンス
「ザ・ハンズ・ザット・ビルト・アメリカ」は計7度ライブ演奏されている。初の演奏は2002年12月9日の『ギャング・オブ・ニューヨーク』のプレミア時、最後は2004年11月18日のアーカンソー州リトルロックのクリントン大統領図書館の開館時であり、その際はボノとジ・エッジのみで行われた。

## 受賞とノミネート
| 賞                   | 部門                                   | 候補                                                                                         | 結果       |
| -------------------- | -------------------------------------- | -------------------------------------------------------------------------------------------- | ---------- |
| アカデミー賞         | 歌曲賞                                 | 「ザ・ハンズ・ザット・ビルト・アメリカ」 - ボノ&ジ・エッジ&アダム・クレイトン&ラリー・マレン | ノミネート |
| ゴールデングローブ賞 | 主題歌賞                               | 「ザ・ハンズ・ザット・ビルト・アメリカ」 - ボノ&ジ・エッジ&アダム・クレイトン&ラリー・マレン | 受賞       |
| グラミー賞           | 映画・テレビ・ビジュアルメディア楽曲賞 | 「ザ・ハンズ・ザット・ビルト・アメリカ」 - U2                                                | ノミネート |

## その他
- 日本の音楽ユニットであるALI PROJECTの楽曲「繭」のサビに引用されている。